# Ozur Toti
Ozur Toti fue un caudillo vikingo del siglo IX, hersir de Hålogaland, Noruega. Tanto en Heimskringla como en la  saga de Egil Skallagrímson, está identificado como el padre de Gunnhild, esposa de Erik Hacha Sangrienta, pese a que en otras fuentes, como Historia Norwegiæ,  ella aparece como hija de Gorm el Viejo, rey de Dinamarca. Según Historia Norwegiæ, Erik y ella se conocieron en un banquete que ofrecía Gorm. Los historiadores modernos aceptan esta versión como fiable.
Las citas sobre la vida de Ozur Toti difieren según las fuentes. La saga de Egill cita:
«Eirik se enfrentó en gran batalla en Dvina Septentrional (Bjarmaland), consiguiendo una gran victoria como así testimonian los escaldos contemporáneos y sus poemas. En la misma expedición fue cuando conoció a Gunnhild, hija de Ozur Toti, y se la llevó consigo a su hogar.»
También aparece en Ágrip af Nóregskonungasögum y Fagrskinna, apodado «Ozurr lafskegg»' (barba colgante).